# ياسمين نصر
ياسمين نصر، ممثلة بحرينية.

## أعمالها

### من المسلسلات
- 2008 - سقوط الأقنعة.

## روابط خارجية
- ياسمين نصر على موقع قاعدة بيانات الأفلام العربية